# 振り子 (映画)
『振り子』（ふりこ）は、2015年2月28日公開の日本の映画。
原作は、お笑い芸人でイラストレーターでもある鉄拳のパラパラ漫画の動画『振り子』で、動画再生回数300万回以上を記録し、MUSEの楽曲「エクソジェネシス（脱出創世記）:交響曲第3部(あがない)」で正式にプロモーションビデオに採用された作品。主演は中村獅童。
2014年、第6回沖縄国際映画祭で初上映され、「TV DIRECTOR’S MOVIE」部門で主演男優賞、主演女優賞を受賞。
2015年、アメリカの映画祭「2015 Japan Film Festival LA」のコンペティション部門へ選出される。

## キャスト
- 長谷川大介 - 中村獅童（学生時代の大介 - 石田卓也）
- 長谷川サキ - 小西真奈美（学生時代のサキ - 清水富美加）
- 長谷川心晴 - 松井珠理奈（SKE48・当時AKB48兼任）（子供時代の心晴 -藤田彩華）
- サキの父 - 板尾創路
- 橋本梅吉 - 武田鉄矢
- タバコ屋 - 研ナオコ
- 時計屋 - 小松政夫
- 看板屋 - 山本耕史
- 親方 - 武井壮
- 居酒屋大将 - ダイアモンド☆ユカイ
- 洋品店 - サヘル・ローズ
- 郵便屋 - 齊藤ジョニー
- 神父 - ニコラス・ペタス
- 中村 - 鈴木亮平
- 米山京子 - 笛木優子
- 古田 - 小山田将
- 取引先の社長 - 黒田アーサー
- 田中 - 中尾明慶
- 中野公美子・長原成樹・鉄拳[5]・入山学・鳳恵弥

## スタッフ
- 原作：鉄拳『振り子』
- 監督・脚本：竹永典弘
- 脚本協力：磐木大
- 撮影：西雄一
- 照明：石田厚
- 音効：伊藤誠、加藤博紀
- 音楽：コーニッシュ、苗加琢人、大久保晶文
- 技術協力：TBSテックス
- CG：オムニバス・ジャパン
- ポスプロ：エスユー、WINK2
- アクション：スタントチームGocoo（高槻祐士、高嶋宏一郎）
- 制作統括：阿部龍二郎
- ラインプロデューサー：柴田浩行
- 協力プロデューサー：上野境介
- 製作者：岡本昭彦、渡辺正一
- エグゼクティブプロデューサー：奥山和由
- プロデューサー：中村直史、北畠秀昭、稲冨聡、渡邉敬介、木谷真規（キャスティング兼）
- 制作プロダクション：エクセリング
- 配給：よしもとクリエイティブ・エージェンシー
- 製作：吉本興業、TBSテレビ

## 作品の評価

### 受賞歴
- 第6回沖縄国際映画祭[3]
  - 「TV DIRECTOR’S MOVIE」部門 主演男優賞 - 中村獅童
  - 「TV DIRECTOR’S MOVIE」部門 主演女優賞 - 小西真奈美
- ロサンゼルス日本映画祭 監督賞 受賞

## テレビ放送
| 回数 | テレビ局 | 番組名（放送枠名） | 放送日        | 放送時間      | 放送分数 | 視聴率 |
| ---- | -------- | ------------------ | ------------- | ------------- | -------- | ------ |
| 1    | TBS      | 月曜ゴールデン     | 2016年1月25日 | 21:00 - 22:54 | 114分    | 5.4%   |

- 視聴率はビデオリサーチ調べ、関東地区・世帯・リアルタイム。

## 舞台

### 舞台「振り子」
2025年9月6日から14日まで東京・IMAホールにて全14公演を上演。脚本を23、演出を吉田武寛が務める。主演は五関晃一。

#### キャスト
- 五関晃一
- 内海光司
- 遠山景織子
- 水瀬紗彩耶[7]